# لقياوات
لقياوات (الاسم العلمي: Pompiloidea)، فصيلة عليا من الدبابير تشمل دبور العنكبوت والنمل المخملي، وأخرى. وتنتمي إلى رتبة غشائيات الأجنحة. وهناك أربع فُصيلات في لقياوات

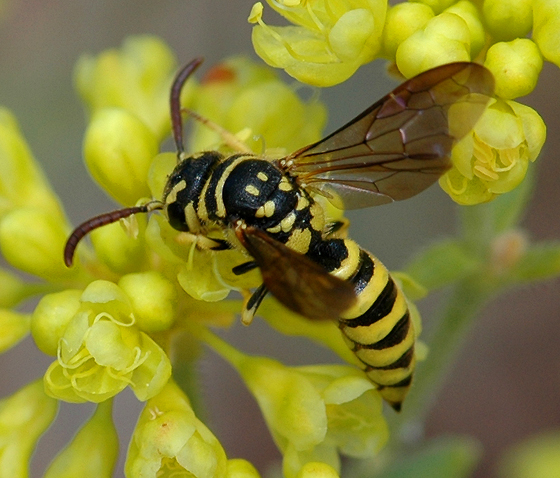
Eusapyga verticalis

.

## الفصائل
تضم اللقياوات أربع فصائل:
- نمل مخملي (velvet ants)
- زنابير نملية (زنابير نملية)
- دبور العنكبوت (spider wasps)
- كاملات الردف (كاملات الردف)

تم وضع الفصيلة المنقرضة Burmusculidae سابقًا في اللقياوات، ولكن تم نقلها لاحقًا مع الفصيلة المنقرضة Panguidae إلى فصيلة العليا منقرضة، Panguoidea.